# Salt Lake City Intermodal Hub
Salt Lake City Intermodal Hub – multimodalny węzeł komunikacyjny w mieście Salt Lake City, w stanie Utah, w Stanach Zjednoczonych. Amtrak, regionalna sieć kolejowa, obsługuje jeden pociąg dziennie w każdym kierunku na California Zephyr: zachód do Emeryville, w Kalifornii (w Bay Area) i na wschód do Chicago. Ponadto, Utah Transit Authority (UTA) zapewnia zarówno usługi kolei podmiejskich z FrontRunner i szybki tramwaj na dwóch różnych liniach systemu Trax. Blue Line oferuje usługi przez centrum miasta do Sandy i innych przedmieściach na południe, a Green Line oferuje usługi przez centrum miasta i South Salt Lake do West Valley City. Intermodalne centrum jest w północnym końcu obu linii. Greyhound Lines, krajowe przedsiębiorstwo autobusowe, także obsługuje stację z kilku wyjazdów do punktów w całym USA, Kanadzie i Meksyku.